# Байкалска геосинклинална област
Байкалската геосинклинална област или Байкалско нагъване, Байкалска орогенеза е геоложка орогенеза, проявила се в края на докамбрия и предшестваща каледонската тектонска епоха от ранния палеозой. Терминът „Байкалска орогенеза“ е предложен през 1932 г. от съветския геолог-тектонист Николай Сергеевич Шатски (1895 – 1960). Продължителността на байкалското нагъване първоначално се е приемало от времето на формирането и издигането на Байкалския щит (преди около 1200 млн. години) до долния, а на места до средния камбрий (преди 500 млн. години). След детайлни проучвания на геоложкия строеж на Южна Скандинавия се изяснява вероятността за съществуването през този период от развитието на Земята не на една, а на две епохи: раннобайкалска и байкалска (къснобайкалска) с граница между тях преди около 900 млн. години. Типични райони с развитие на геосинклинални образувания, формирали се в резултата на байкалското нагъване (т.н. байкалиди), се явяват нагънатите планински системи, заграждащи от юг Сибирската платформа. Байкалидите образуват древните ядра на много от палеозойските нагънати планински системи на Урал, Таймир, Казахстан, Тяншан и, вероятно, значителни пространства от фундамента на Западносибирската равнина и др. Присъствие на древни масиви, създадени от байкалското нагъване, в една или друга степен са регенерирани от алпийските тектонски движения, установени в Кавказ, в Афгатистан, Иран и Турция. Еднакви по възраст структури с байкалидите са развити на всички континенти. В Западна Европа (Франция) аналог на байкалското нагъване се явява кадомската, или асинтска нагънатост. В Индия на ранните байкалиди съответстват епохата на нагъване сингбумеринаура, в Австралия – мусгравиди, в Северна Америка – гренвилски комплекс, в Южна Америка – минаски комплекс.
В пределите на много от древните платформи байкалската тектонска епоха се явява по време на формирането на древните тектонски бразди (авлакогени), запълващи мощните новообразувани масиви със седиментни и седиментно-вулкански материали, изграждащи долните хоризонти на чехлите на тези платформи. Подобни авлакогени са установени при сондирания и геофизични изследвания в дълбоките части Източноевропейската и Сибирската платформи (Пачелмски, Московски, Средноруски и др.). Южните древни платформи на Земята били силно раздробени от байкалското нагъване и са били подложени на процесите магматизъм и метаморфизъм.
Байкалското нагъване в историята от развитието на Земята е тясно свързано с тектонските епохи на фанерозоя (каледонска, варисцийска, алпийска) и заедно с тях образува един гигантски тектонски цикъл (мегацикъл, мегахрон). По време на този мегацикъл (около 1200 млн. години) е започнало раздробяването на древните консолидирани платформи, заложението и развитието на геосинклиналните пояси и системи, формирането на нови платформи и образуването в края на цикъла на океани и участъци с океанска земна кора. Структурният план на Земята, създаден през байкалското нагъване е предопределил разместването на главните структурни елементи на Земята на протежение на всички следващи по-късни етапи от нейната геоложка история.